# Бердовка
Бе́рдовка (рос. Бердовка) — село у складі Кемеровського округу Кемеровської області, Росія.
Стара назва — Бердовський.

## Населення
Населення — 18 осіб (2010; 24 у 2002).
Національний склад (станом на 2002 рік):
- росіяни — 100 %